# Martha Roldós

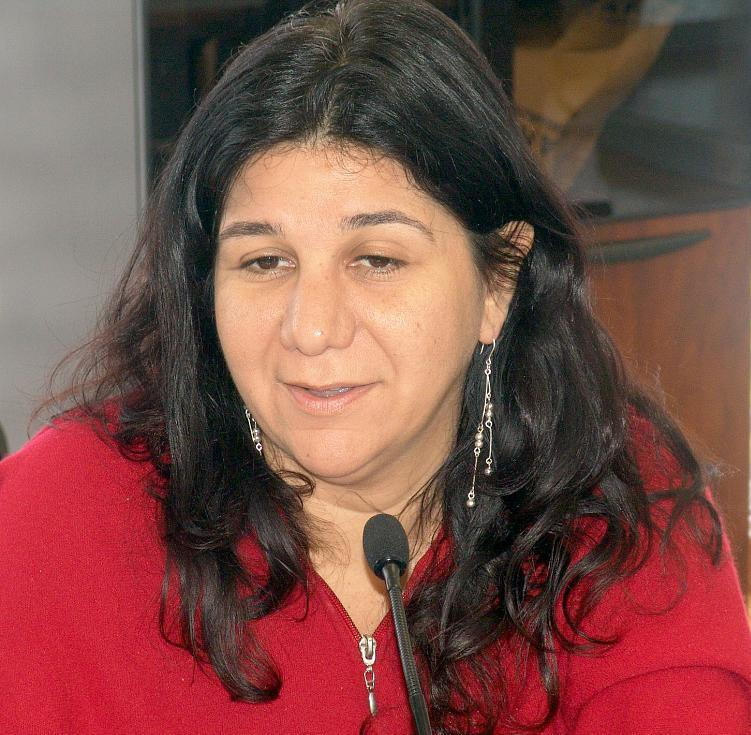
Martha Roldós năm 2008

Martha Rina Victoria Roldós Bucaram (Guayaquil, Ecuador, 1963) là một nhà kinh tế và chính trị gia người Ecuador. Cha mẹ cô là cựu tổng thống của Cộng hòa Jaime Roldós Aguilera và Martha Bucaram, cả hai đều chết trong một vụ tai nạn máy bay ở tỉnh Loja năm 1981.
Bà đã từng là một đại biểu của Quốc hội và Quốc hội lập hiến ở Ecuador, đại diện cho đảng Mạng dân chủ và đạo đức, được lãnh đạo bởi người chú León Roldós Aguilera. Cô là một ứng cử viên cho Tổng thống Cộng hòa trong cuộc bầu cử tổng thống năm 2009, điều hành cùng với ông Eduardo Thin.